# Villavieja del Lozoya
Villavieja del Lozoya es un municipio y localidad española del norte de la Comunidad de Madrid. Cuenta con una población de 324 habitantes (INE 2024).

## Geografía
| Noroeste: Castilla y León                         | Norte: Gascones y Castilla y León | Noreste: Buitrago del Lozoya                                                |
| Oeste: Navarredonda y San Mamés y Castilla y León |                                   | Este: Gascones y Buitrago del Lozoya                                        |
| Suroeste: Navarredonda y San Mamés                | Sur: Navarredonda y San Mamés     | Sureste: Gargantilla del Lozoya y Pinilla de Buitrago y Buitrago del Lozoya |

Villavieja del Lozoya está situado en el valle medio del Lozoya. El pueblo está situado a 1.066 metros de altitud sobre el nivel del mar, y alcanza los 2.022 metros en su punto más occidental del término, justo en contacto con la provincia de Segovia y con el vecino Navarredonda y San Mamés.
Al llegar a Villavieja del Lozoya por la carretera M-634 de acceso desde Buitrago del Lozoya, se contempla el caserío de Villavieja compacto y concentrado en una superficie pequeña casi circular.

## Historia
Hasta la reforma de la nomenclatura municipal de 1916 el municipio se llamaba simplemente Villavieja. En dicha fecha su nombre fue modificado por el de Villavieja del Lozoya.

## Demografía
Cuenta con una población de 324 habitantes (INE 2024).
| Gráfica de evolución demográfica de Villavieja del Lozoya entre 1842 y 2021 |
| |
| Población de derecho según los censos de población del INE Población de hecho según los censos de población del INEEn estos censos se denominaba Villavieja: 1842, 1857, 1860, 1877, 1887, 1897, 1900 y 1910 |

## Comunicaciones
El municipio dispone de cinco líneas de autobús, de las cuales dos llegan a Madridː
| Línea | Recorrido                                                       | Operador |
| ----- | --------------------------------------------------------------- | -------- |
| 191   | Navarredonda - Buitrago del Lozoya - Madrid (Plaza de Castilla) | ALSA     |
| 191A  | Buitrago del Lozoya - Braojos                                   | ALSA     |
| 195   | Madrid (Plaza de Castilla) – Braojos                            | ALSA     |
| 195A  | Circular Buitrago - Gargantilla (por Lozoyuela)                 | ALSA     |
| 195B  | Circular Buitrago - Gargantilla (por Villavieja)                | ALSA     |

La línea 191 solo da servicio a Villavieja del Lozoya con una expedición hacia Madrid entre semana, y la línea 195 sólo da servicio a Villavieja del Lozoya los sábados laborables, domingos y festivos. Se deberá utilizar el resto de líneas para enlazar en Buitrago del Lozoya con la línea 191. Se recomienda consultar horarios.

## Administración y política

### Elecciones municipales

#### 2019
Partido Socialista Obrero Español (P.S.O.E.) 3 Concejales
Juntos por Villavieja (J.V.) 3 Concejales
Partido Popular (P.P) 1 concejal

#### 2015
C.P.V. 3 concejales
Partido Popular (P.P.) 2 concejales
A.D.V.i 2 concejales

#### 2011
Partido Popular (P.P.) 3 concejales 
A.D.V.i 2 concejales
C.pV. 2 concejales

#### 2007
C.P.V. 2 concejales
C.I.S.N.E. 2 concejales
A.D.V.I. 1 concejal

## Servicios
En Villavieja del Lozoya hay 1 guardería (pública), 1 farmacia, 1 supermercado.

## Cultura

### Patrimonio
- Museo de la Fragua: se sitúa en la antigua herrería del pueblo. Este era el lugar de reunión de los vecinos del pueblo cuando el tiempo no permitía dedicarse a las labores agrícolas y ganaderas. Igual que el lavadero era el lugar de encuentro para las mujeres.

- Lavadero: era el centro de trabajo cotidiano y de encuentro para las mujeres. Actualmente se conservan intactos los doce puestos individuales de lavado en los que las mujeres hacían la colada en las frías aguas que aún hoy llegan de la reguera madre de Villavieja del Lozoya, así como algunos “rodilleros” y utensilios para fabricar el jabón  con el que lavar la ropa. Actualmente este lavadero está ambientado como museo y tiene uso educativo y didáctico.

- Arco: único de su estilo en la Sierra Norte de Madrid, presenta los elementos típicos del arte mudéjar. Se encontró durante la restauración de una casa en la zona más alta del pueblo, llamada El Cerrito, y data posiblemente de los siglos XIII-XIV. El Arco en perfecto estado de conservación se encuentra en el comedor de la Hospedería.

### Fiestas
- Fiestas patronales de la Inmaculada Concepción: se celebran en el tercer fin de semana de agosto. Además de los actos religiosos, las fiestas procuran el mayor número de diversiones para pequeños, jóvenes y mayores. Se confecciona un apretado programa en el que no puede faltar la Semana Cultural y la Romería de los Pontones, a orillas del Arroyo de los Robles.

- Los Santos y el día de las calaveras: los días 1 y 2 de noviembre señalaban en tiempos pasados el final de los trabajos del campo y, prácticamente, el comienzo del invierno. Tradicionalmente, siempre se ha celebrado en Villavieja del Lozoya el día de Los Santos. En la actualidad en el pueblo preparan ‘los puches’, un postre que se degusta colectivamente. El Día de las Calaveras (o de las Calabazas) era un modo profano de recordar a los fieles difuntos.

- Jornada de la Vereda y la Villa: se celebra un sábado en el mes de junio. Un día para conocer el entorno natural, la historia y tradiciones del municipio de la mano de los vecinos de Villavieja. El público, además de hacer un recorrido por el núcleo urbano visitando la fragua, el lavadero, el horno de pan, el arco mudéjar de la Hospedería El Arco, el potro de herrar y una casona antigua, también hace un recorrido guiado por una senda natural.